# Resolutie 961 Veiligheidsraad Verenigde Naties
Resolutie 961 van de Veiligheidsraad van de Verenigde Naties werd unaniem aangenomen op 23 november 1994. Deze resolutie verlengde de ONUSAL-waarnemingsmissie in El Salvador voor een laatste keer met vijf maanden.

## Achtergrond
Begin jaren 1980 waren de landen Nicaragua, Honduras en El Salvador in conflict met elkaar. In Nicaragua voerden allerlei groeperingen een gewapende strijd tegen de overheid. Die groeperingen werden heimelijk gesteund door de Verenigde Staten. Die laatsten gingen ook een overeenkomst aan met Honduras tegen communistische bewegingen in Nicaragua en El-Salvador.
In El Salvador was een burgeroorlog uitgebroken tussen de overheid en de communistische beweging FMLN. Rond 1990 werd onderhandeld over vrede; wat in 1992 leidde tot de Vrede van Chapultepec.

## Inhoud

### Waarnemingen
El Salvador en het FMLN vroegen om de waarnemingsmissie ONUSAL nogmaals te verlengen. De Veiligheidsraad was bezorgd om vertragingen bij de uitvoering van enkele belangrijke onderdelen van het vredesakkoord, zoals de vorming van een nieuwe politie, landoverdracht, de herintegratie van ex-strijders, woningbeleid, de hervorming van het rechtssysteem en aanbevelingen van de waarheidscommissie. Wel bleven alle betrokkenen zich inspannen voor verzoening.

### Handelingen
Het vredesakkoord, met inbegrip van de aanbevelingen van de waarheidscommissie, moesten volledig en tijdig worden uitgevoerd. Daarop werd toegezien door ONUSAL. Alle landen en organisaties werden opgeroepen bij te dragen aan de ontwikkeling van El Salvador en de uitvoering van het vredesakkoord.
ONUSAL's mandaat werd voor de laatste keer verlengd, tot 30 april 1995. Tegen 31 maart 1995 moest secretaris-generaal Boutros Boutros-Ghali rapporteren over de voltooiing van het mandaat en de modaliteiten van de terugtrekking. Dat laatste moest tegen 30 april 1995 een feit zijn.

## Verwante resoluties
- Resolutie 888 Veiligheidsraad Verenigde Naties (1993)
- Resolutie 920 Veiligheidsraad Verenigde Naties
- Resolutie 991 Veiligheidsraad Verenigde Naties (1995)
- Resolutie 1094 Veiligheidsraad Verenigde Naties (1997)

Lijst ·  893 ·  894 ·  895 ·  896 ·  897 ·  898 ·  899 ·  900 ·  901 ·  902 ·  903 ·  904 ·  905 ·  906 ·  907 ·  908 ·  909 ·  910 ·  911 ·  912 ·  913 ·  914 ·  915 ·  916 ·  917 ·  918 ·  919 ·  920 ·  921 ·  922 ·  923 ·  924 ·  925 ·  926 ·  927 ·  928 ·  929 ·  930 ·  931 ·  932 ·  933 ·  934 ·  935 ·  936 ·  937 ·  938 ·  939 ·  940 ·  941 ·  942 ·  943 ·  944 ·  945 ·  946 ·  947 ·  948 ·  949 ·  950 ·  951 ·  952 ·  953 ·  954 ·  955 ·  956 ·  957 ·  958 ·  959 ·  960 ·  961 ·  962 ·  963 ·  964 ·  965 ·  966 ·  967 ·  968 ·  969